# Институт физики высоких давлений имени Л. Ф. Верещагина РАН
Учреждение Российской академии наук Институт физики высоких давлений им. Л. Ф. Верещагина РАН (Институт физики высоких давлений, ИФВД РАН) был образован в 1958 году в Троицке по инициативе советского физика, академика АН СССР Л. Ф. Верещагина.
Основным направлением деятельности является изучение фундаментальных и прикладных аспектов физики сильно сжатого вещества.
В институте установлен мощнейший пресс в мире, имеющий мощность в 50 000 тонн.

## Структура института
В состав института входит 5 лабораторий, один отдел и 3 сектора:
- Лаборатория фазовых переходов
- Лаборатория неупорядоченных конденсированных сред
- Лаборатория монокристаллов
- Лаборатория низких температур
- Лаборатория современных материалов
- Отдел теоретической физики
- Аналитический сектор
- Сектор дисперсных материалов
- Сектор алмазных инструментов

## Известные сотрудники

### Директора
- Верещагин, Леонид Фёдорович (1958—1977) — академик АН СССР
- Яковлев Евгений Николаевич (1977—1986). (Даты жизни 14.12.1928—25.11.2021).
- Коняев Юрий Сергеевич
- Абрикосов, Алексей Алексеевич (1989—1991) — академик АН СССР и РАН
- Стишов, Сергей Михайлович (1993—2016) — академик РАН
- Бражкин, Вадим Вениаминович (с 2016 г.) — академик РАН